# Meriç (Türkei)
Meriç (bis 1936 Kavaklı) ist eine Kreisstadt und ein Landkreis im Westen der türkischen Provinz Edirne. Meriç beherbergt weniger als ein Viertel der Landkreisbevölkerung (2020: 21,75 %). Die Stadt liegt ca. 60 Kilometer von Edirne in südsüdwestlicher Richtung (SSW) entfernt.
Der Landkreis grenzt im Osten an den Kreis Uzunköprü und im Süden an den Kreis İpsala. Die restliche Grenze (56 km) im Westen und Norden bildet der Fluss 'Meriç mit Griechenland. Meriç ist die türkische Namensform des Flusses Mariza, der die gesamte Gegend prägt.
Neben der Kreisstadt existieren zwei weitere Gemeinden (Belediye): Küplü mit 2264 und Subaşı mit 1958 Einwohnern. Des Weiteren vervollständigen noch 21 Dörfer (Köy) mit durchschnittlich 303 Bewohnern den Kreis. Adasarhanlı ist mit 893 Einwohnern das größte Dorf.
Der Landkreis Meriç ist mit einer Fläche von 438 km² der zweitkleinste der Provinz. Ende 2020 lag Meriç mit 13.535 Einwohnern auf dem 6. Platz der bevölkerungsreichsten Landkreise in der Provinz Edirne. Die Bevölkerungsdichte liegt mit 31 Einwohnern je Quadratkilometer unter dem Provinzdurchschnitt (66 Einwohner je km²).